# Kvalspelet till världsmästerskapet i fotboll 2010 (Conmebol)
Kvalspelet till världsmästerskapet i fotboll 2010 (CONMEBOL) är de kvalomgångar som avgör vilka fyra eller fem sydamerikanska landslag som lyckas kvala in till VM 2010 i Sydafrika. Kvalserien bestod av totalt tio lag från Sydamerikanska fotbollsfederationen, och spelades under perioden 13 oktober 2007-14 oktober 2009. Matcherna var schemalagda så att två matcher hölls under samma vecka till förmån för de sydamerikanska spelare som "till vardags" spelar professionellt i Europa.
De fyra första lagen kvalade direkt in till VM i Sydafrika 2010, medan det femteplacerade laget fick spela ytterligare två kvalmatcher mot ett lag från det Nord- och mellanamerikanska kvalspelet.

## Gruppspelet
VM-gruppen består totalt av 10 nationer där alla lagen möter varandra 2 gånger (hemma och borta). Totalt spelar varje land 18 matcher. Vinst ger 3 poäng, oavgjort 1 poäng och förlust ger inga poäng.

### Resultattabell
Teckenförklaring
| Lag som har kvalat in till VM.                                                |
| Laget kommer att få kvala in till VM genom matcher mot ett lag från Concacaf. |

| Lag       | S  | V  | O | F  | GM | IM | MS  | P  |
| --------- | -- | -- | - | -- | -- | -- | --- | -- |
| Brasilien | 18 | 9  | 7 | 2  | 33 | 11 | +22 | 34 |
| Chile     | 18 | 10 | 3 | 5  | 32 | 22 | +10 | 33 |
| Paraguay  | 18 | 10 | 3 | 5  | 24 | 16 | +8  | 33 |
| Argentina | 18 | 8  | 4 | 6  | 23 | 20 | +3  | 28 |
| Uruguay   | 18 | 6  | 6 | 6  | 28 | 20 | +8  | 24 |
| Ecuador   | 18 | 6  | 5 | 7  | 22 | 26 | −4  | 23 |
| Colombia  | 18 | 6  | 5 | 7  | 14 | 18 | −4  | 23 |
| Venezuela | 18 | 6  | 4 | 8  | 23 | 29 | −6  | 22 |
| Bolivia   | 18 | 4  | 3 | 11 | 22 | 36 | −14 | 15 |
| Peru      | 18 | 3  | 4 | 11 | 11 | 34 | −23 | 13 |

| Hemma \ Borta | Argentina | Bolivia | Brasilien | Chile | Colombia | Ecuador | Paraguay | Peru | Uruguay | Venezuela |
| Argentina     | —         | 3–0     | 1–3       | 2–0   | 1–0      | 1–1     | 1–1      | 2–1  | 2–1     | 4–0       |
| Bolivia       | 6–1       | —       | 2–1       | 0–2   | 0–0      | 1–3     | 4–2      | 3–0  | 2–2     | 0–1       |
| Brasilien     | 0–0       | 0–0     | —         | 4–2   | 0–0      | 5–0     | 2–1      | 3–0  | 2–1     | 0–0       |
| Chile         | 1–0       | 4–0     | 0–3       | —     | 4–0      | 1–0     | 0–3      | 2–0  | 0–0     | 2–2       |
| Colombia      | 2–1       | 2–0     | 0–0       | 2–4   | —        | 2–0     | 0–1      | 1–0  | 0–1     | 1–0       |
| Ecuador       | 2–0       | 3–1     | 1–1       | 1–0   | 0–0      | —       | 1–1      | 5–1  | 1–2     | 0–1       |
| Paraguay      | 1–0       | 1–0     | 2–0       | 0–2   | 0–2      | 5–1     | —        | 1–0  | 1–0     | 2–0       |
| Peru          | 1–1       | 1–0     | 1–1       | 1–3   | 1–1      | 1–2     | 0–0      | —    | 1–0     | 1–0       |
| Uruguay       | 0–1       | 5–0     | 0–4       | 2–2   | 3–1      | 0–0     | 2–0      | 6–0  | —       | 1–1       |
| Venezuela     | 0–2       | 5–3     | 0–4       | 2–3   | 2–0      | 3–1     | 1–2      | 3–1  | 2–2     | —         |

## Resultat

### Omgång 1
|  | 13 oktober 2007 | Uruguay                                              | 5 – 0   | Bolivia | Estadio Centenario                      |                                         |
|  |                 | Suárez 4′ Forlán 38′ Abreu 48′ Sánchez 67′ Bueno 82′ | rapport |         | Montevideo Domare: Ruben Selman (Chile) | Montevideo Domare: Ruben Selman (Chile) |
|  |                 |                                                      |         |         | Montevideo Domare: Ruben Selman (Chile) | Montevideo Domare: Ruben Selman (Chile) |
|  |                 |                                                      |         |         | Montevideo Domare: Ruben Selman (Chile) | Montevideo Domare: Ruben Selman (Chile) |

|  | 13 oktober 2007 | Argentina         | 2 – 0   | Chile | Estadio Monumental                            |                                               |
|  |                 | Riquelme 26′, 45′ | rapport |       | Buenos Aires Domare: Martin Vasquez (Uruguay) | Buenos Aires Domare: Martin Vasquez (Uruguay) |
|  |                 |                   |         |       | Buenos Aires Domare: Martin Vasquez (Uruguay) | Buenos Aires Domare: Martin Vasquez (Uruguay) |
|  |                 |                   |         |       | Buenos Aires Domare: Martin Vasquez (Uruguay) | Buenos Aires Domare: Martin Vasquez (Uruguay) |

|  | 13 oktober 2007 | Ecuador | 0 – 1   | Venezuela | Olímpico Atahualpa                  |                                     |
|  |                 |         | rapport | Rey 67′   | Quito Domare: Rene Ortube (Bolivia) | Quito Domare: Rene Ortube (Bolivia) |
|  |                 |         |         |           | Quito Domare: Rene Ortube (Bolivia) | Quito Domare: Rene Ortube (Bolivia) |
|  |                 |         |         |           | Quito Domare: Rene Ortube (Bolivia) | Quito Domare: Rene Ortube (Bolivia) |

|  | 13 oktober 2007 | Peru | 0 – 0   | Paraguay | Estadio Monumental                    |                                       |
|  |                 |      | rapport |          | Lima Domare: Carlos Simon (Brasilien) | Lima Domare: Carlos Simon (Brasilien) |
|  |                 |      |         |          | Lima Domare: Carlos Simon (Brasilien) | Lima Domare: Carlos Simon (Brasilien) |
|  |                 |      |         |          | Lima Domare: Carlos Simon (Brasilien) | Lima Domare: Carlos Simon (Brasilien) |

|  | 14 oktober 2007 | Colombia | 0 – 0   | Brasilien | El Campín                                 |                                           |
|  |                 |          | rapport |           | Bogotá Domare: Carlos Amarilla (Paraguay) | Bogotá Domare: Carlos Amarilla (Paraguay) |
|  |                 |          |         |           | Bogotá Domare: Carlos Amarilla (Paraguay) | Bogotá Domare: Carlos Amarilla (Paraguay) |
|  |                 |          |         |           | Bogotá Domare: Carlos Amarilla (Paraguay) | Bogotá Domare: Carlos Amarilla (Paraguay) |

### Omgång 2
|  | 16 oktober 2007 | Venezuela | 0 – 2   | Argentina            | José Pachencho Romero                      |                                            |
|  |                 |           | rapport | Milito 15′ Messi 42′ | Maracaibo Domare: Carlos Simon (Brasilien) | Maracaibo Domare: Carlos Simon (Brasilien) |
|  |                 |           |         |                      | Maracaibo Domare: Carlos Simon (Brasilien) | Maracaibo Domare: Carlos Simon (Brasilien) |
|  |                 |           |         |                      | Maracaibo Domare: Carlos Simon (Brasilien) | Maracaibo Domare: Carlos Simon (Brasilien) |

|  | 17 oktober 2007 | Bolivia | 0 – 0   | Colombia | Hernando Siles                            |                                           |
|  |                 |         | rapport |          | La Paz Domare: Mauricio Reinoso (Ecuador) | La Paz Domare: Mauricio Reinoso (Ecuador) |
|  |                 |         |         |          | La Paz Domare: Mauricio Reinoso (Ecuador) | La Paz Domare: Mauricio Reinoso (Ecuador) |
|  |                 |         |         |          | La Paz Domare: Mauricio Reinoso (Ecuador) | La Paz Domare: Mauricio Reinoso (Ecuador) |

|  | 17 oktober 2007 | Chile                   | 2 – 0   | Peru | Estadio Nacional                       |                                        |
|  |                 | Suazo 11′ Fernández 51′ | rapport |      | Santiago Domare: Óscar Ruiz (Colombia) | Santiago Domare: Óscar Ruiz (Colombia) |
|  |                 |                         |         |      | Santiago Domare: Óscar Ruiz (Colombia) | Santiago Domare: Óscar Ruiz (Colombia) |
|  |                 |                         |         |      | Santiago Domare: Óscar Ruiz (Colombia) | Santiago Domare: Óscar Ruiz (Colombia) |

|  | 17 oktober 2007 | Paraguay   | 1 – 0   | Uruguay | Defensores del Chaco                         |                                              |
|  |                 | Valdez 14′ | rapport |         | Asunción Domare: Héctor Baldassi (Argentina) | Asunción Domare: Héctor Baldassi (Argentina) |
|  |                 |            |         |         | Asunción Domare: Héctor Baldassi (Argentina) | Asunción Domare: Héctor Baldassi (Argentina) |
|  |                 |            |         |         | Asunción Domare: Héctor Baldassi (Argentina) | Asunción Domare: Héctor Baldassi (Argentina) |

|  | 17 oktober 2007 | Brasilien                                              | 5 – 0   | Ecuador | Maracanã                                                        |                                                                 |
|  |                 | Vágner Love 18′ Ronaldinho 72′ Kaká 77′, 85′ Elano 83′ | rapport |         | Rio de Janeiro Publik: 87 000 Domare: Jorge Larrionda (Uruguay) | Rio de Janeiro Publik: 87 000 Domare: Jorge Larrionda (Uruguay) |
|  |                 |                                                        |         |         | Rio de Janeiro Publik: 87 000 Domare: Jorge Larrionda (Uruguay) | Rio de Janeiro Publik: 87 000 Domare: Jorge Larrionda (Uruguay) |
|  |                 |                                                        |         |         | Rio de Janeiro Publik: 87 000 Domare: Jorge Larrionda (Uruguay) | Rio de Janeiro Publik: 87 000 Domare: Jorge Larrionda (Uruguay) |

### Omgång 3
|  | 17 november 2007 | Argentina                    | 3 – 0   | Bolivia | José Pachencho Romero                              |                                                    |
|  |                  | Agüero 40′ Riquelme 56′, 74′ | rapport |         | Maracaibo Domare: Carlos Eugênio Simon (Brasilien) | Maracaibo Domare: Carlos Eugênio Simon (Brasilien) |
|  |                  |                              |         |         | Maracaibo Domare: Carlos Eugênio Simon (Brasilien) | Maracaibo Domare: Carlos Eugênio Simon (Brasilien) |
|  |                  |                              |         |         | Maracaibo Domare: Carlos Eugênio Simon (Brasilien) | Maracaibo Domare: Carlos Eugênio Simon (Brasilien) |

|  | 17 november 2007 | Colombia   | 1 – 0 | Venezuela | Estadio El Campín                                  |                                                    |
|  |                  | Bustos 82′ |       |           | Bogotá Publik: 28 273 Domare: Rubén Selman (Chile) | Bogotá Publik: 28 273 Domare: Rubén Selman (Chile) |
|  |                  |            |       |           | Bogotá Publik: 28 273 Domare: Rubén Selman (Chile) | Bogotá Publik: 28 273 Domare: Rubén Selman (Chile) |
|  |                  |            |       |           | Bogotá Publik: 28 273 Domare: Rubén Selman (Chile) | Bogotá Publik: 28 273 Domare: Rubén Selman (Chile) |

|  | 17 november 2007 | Paraguay                                            | 5 – 1 | Ecuador      | Estadio Defensores del Chaco                            |                                                         |
|  |                  | Valdez 8′ Riveros 26′, 87′ Santa Cruz 50′ Ayala 82′ |       | Kaviedes 79′ | Asunción Publik: 25 433 Domare: Heber Lopes (Brasilien) | Asunción Publik: 25 433 Domare: Heber Lopes (Brasilien) |
|  |                  |                                                     |       |              | Asunción Publik: 25 433 Domare: Heber Lopes (Brasilien) | Asunción Publik: 25 433 Domare: Heber Lopes (Brasilien) |
|  |                  |                                                     |       |              | Asunción Publik: 25 433 Domare: Heber Lopes (Brasilien) | Asunción Publik: 25 433 Domare: Heber Lopes (Brasilien) |

|  | 18 november 2007 | Peru       | 1 – 1 | Brasilien | Estadio Monumental "U"                               |                                                      |
|  |                  | Vargas 72′ |       | Kaká 41′  | Lima Publik: 45 847 Domare: Carlos Torres (Paraguay) | Lima Publik: 45 847 Domare: Carlos Torres (Paraguay) |
|  |                  |            |       |           | Lima Publik: 45 847 Domare: Carlos Torres (Paraguay) | Lima Publik: 45 847 Domare: Carlos Torres (Paraguay) |
|  |                  |            |       |           | Lima Publik: 45 847 Domare: Carlos Torres (Paraguay) | Lima Publik: 45 847 Domare: Carlos Torres (Paraguay) |

|  | 18 november 2007 | Uruguay              | 2 – 2 | Chile                 | Estadio Centenario                                            |                                                               |
|  |                  | Suárez 42′ Abreu 81′ |       | Salas 59′, 70′ (str.) | Montevideo Publik: 35 000 Domare: Sergio Pezzotta (Argentina) | Montevideo Publik: 35 000 Domare: Sergio Pezzotta (Argentina) |
|  |                  |                      |       |                       | Montevideo Publik: 35 000 Domare: Sergio Pezzotta (Argentina) | Montevideo Publik: 35 000 Domare: Sergio Pezzotta (Argentina) |
|  |                  |                      |       |                       | Montevideo Publik: 35 000 Domare: Sergio Pezzotta (Argentina) | Montevideo Publik: 35 000 Domare: Sergio Pezzotta (Argentina) |

### Omgång 4
|  | 20 november 2007 | Venezuela                                          | 5 – 3 | Bolivia                          | Estadio Pueblo Nuevo                                             |                                                                  |
|  |                  | Arismendi 20′, 40′ Guerra 81′ Maldonado 89′, 90+1′ |       | Marcelo Moreno 19′, 77′ Arce 27′ | San Cristóbal Publik: 18 632 Domare: Salvio Fagundes (Brasilien) | San Cristóbal Publik: 18 632 Domare: Salvio Fagundes (Brasilien) |
|  |                  |                                                    |       |                                  | San Cristóbal Publik: 18 632 Domare: Salvio Fagundes (Brasilien) | San Cristóbal Publik: 18 632 Domare: Salvio Fagundes (Brasilien) |
|  |                  |                                                    |       |                                  | San Cristóbal Publik: 18 632 Domare: Salvio Fagundes (Brasilien) | San Cristóbal Publik: 18 632 Domare: Salvio Fagundes (Brasilien) |

|  | 20 november 2007 | Colombia                 | 2 – 1 | Argentina | Estadio El Campín                                       |                                                         |
|  |                  | Bustos 62′ D. Moreno 82′ |       | Messi 36′ | Bogotá Publik: 41 700 Domare: Jorge Larrionda (Uruguay) | Bogotá Publik: 41 700 Domare: Jorge Larrionda (Uruguay) |
|  |                  |                          |       |           | Bogotá Publik: 41 700 Domare: Jorge Larrionda (Uruguay) | Bogotá Publik: 41 700 Domare: Jorge Larrionda (Uruguay) |
|  |                  |                          |       |           | Bogotá Publik: 41 700 Domare: Jorge Larrionda (Uruguay) | Bogotá Publik: 41 700 Domare: Jorge Larrionda (Uruguay) |

|  | 21 november 2007 | Ecuador                                     | 5 – 1 | Peru        | Estadio Olímpico Atahualpa                          |                                                     |
|  |                  | Ayoví 10′, 48′ Kaviedes 24′ Méndez 44′, 62′ |       | Mendoza 86′ | Quito Publik: 28 557 Domare: Carlos Chandia (Chile) | Quito Publik: 28 557 Domare: Carlos Chandia (Chile) |
|  |                  |                                             |       |             | Quito Publik: 28 557 Domare: Carlos Chandia (Chile) | Quito Publik: 28 557 Domare: Carlos Chandia (Chile) |
|  |                  |                                             |       |             | Quito Publik: 28 557 Domare: Carlos Chandia (Chile) | Quito Publik: 28 557 Domare: Carlos Chandia (Chile) |

|  | 21 november 2007 | Brasilien             | 2 – 1 | Uruguay  | Estadio Cicero Pompeu de Toledo                              |                                                              |
|  |                  | Luís Fabiano 45′, 64′ |       | Abreu 9′ | São Paulo Publik: 70 000 Domare: Héctor Baldassi (Argentina) | São Paulo Publik: 70 000 Domare: Héctor Baldassi (Argentina) |
|  |                  |                       |       |          | São Paulo Publik: 70 000 Domare: Héctor Baldassi (Argentina) | São Paulo Publik: 70 000 Domare: Héctor Baldassi (Argentina) |
|  |                  |                       |       |          | São Paulo Publik: 70 000 Domare: Héctor Baldassi (Argentina) | São Paulo Publik: 70 000 Domare: Héctor Baldassi (Argentina) |

|  | 21 november 2007 | Chile | 0 – 3 | Paraguay                        | Estadio Nacional                                      |                                                       |
|  |                  |       |       | Cabañas 24′ da Silva 45+1′, 56′ | Santiago Publik: 52 320 Domare: Óscar Ruiz (Colombia) | Santiago Publik: 52 320 Domare: Óscar Ruiz (Colombia) |
|  |                  |       |       |                                 | Santiago Publik: 52 320 Domare: Óscar Ruiz (Colombia) | Santiago Publik: 52 320 Domare: Óscar Ruiz (Colombia) |
|  |                  |       |       |                                 | Santiago Publik: 52 320 Domare: Óscar Ruiz (Colombia) | Santiago Publik: 52 320 Domare: Óscar Ruiz (Colombia) |

### Omgång 5
|  | 14 juni 2008 | Uruguay    | 1 – 1 | Venezuela  | Estadio Centenario        |                           |
|  |              | Lugano 12′ |       | Vargas 56′ | Montevideo Publik: 41 831 | Montevideo Publik: 41 831 |
|  |              |            |       |            | Montevideo Publik: 41 831 | Montevideo Publik: 41 831 |
|  |              |            |       |            | Montevideo Publik: 41 831 | Montevideo Publik: 41 831 |

|  | 14 juni 2008 | Peru       | 1 – 1 | Colombia     | Estadio Monumental "U" |                     |
|  |              | Mariño 40′ |       | Rodallega 8′ | Lima Publik: 25 000    | Lima Publik: 25 000 |
|  |              |            |       |              | Lima Publik: 25 000    | Lima Publik: 25 000 |
|  |              |            |       |              | Lima Publik: 25 000    | Lima Publik: 25 000 |

|  | 15 juni 2008 | Paraguay                   | 2 – 0   | Brasilien | Estadio Defensores del Chaco |                         |
|  |              | Santa Cruz 26′ Cabañas 49′ | Rapport |           | Asunción Publik: 38 000      | Asunción Publik: 38 000 |
|  |              |                            |         |           | Asunción Publik: 38 000      | Asunción Publik: 38 000 |
|  |              |                            |         |           | Asunción Publik: 38 000      | Asunción Publik: 38 000 |

|  | 15 juni 2008 | Argentina     | 1 – 1 | Ecuador     | Estadio Monumental Antonio Vespucio Liberti |                             |
|  |              | Palacio 90+3′ |       | Urrutia 68′ | Buenos Aires Publik: 41 167                 | Buenos Aires Publik: 41 167 |
|  |              |               |       |             | Buenos Aires Publik: 41 167                 | Buenos Aires Publik: 41 167 |
|  |              |               |       |             | Buenos Aires Publik: 41 167                 | Buenos Aires Publik: 41 167 |

|  | 15 juni 2008 | Bolivia | 0 – 2   | Chile          | Estadio Hernando Siles |                       |
|  |              |         | Rapport | Medel 29′, 76′ | La Paz Publik: 27 722  | La Paz Publik: 27 722 |
|  |              |         |         |                | La Paz Publik: 27 722  | La Paz Publik: 27 722 |
|  |              |         |         |                | La Paz Publik: 27 722  | La Paz Publik: 27 722 |

### Omgång 6
|  | 17 juni 2008 | Uruguay                                             | 6 – 0   | Peru | Estadio Centenario                                   |                                                      |
|  |              | Forlan 8′, 37′ (str.), 56′ Bueno 61′, 69′ Abreu 90′ | rapport |      | Montevideo Publik: 20 016 Domare: Pablo Pozo (Chile) | Montevideo Publik: 20 016 Domare: Pablo Pozo (Chile) |
|  |              |                                                     |         |      | Montevideo Publik: 20 016 Domare: Pablo Pozo (Chile) | Montevideo Publik: 20 016 Domare: Pablo Pozo (Chile) |
|  |              |                                                     |         |      | Montevideo Publik: 20 016 Domare: Pablo Pozo (Chile) | Montevideo Publik: 20 016 Domare: Pablo Pozo (Chile) |

|  | 18 juni 2008 | Bolivia                                 | 4 – 2   | Paraguay                  | Estadio Hernando Siles                                   |                                                          |
|  |              | Botero 23′, 70′ Garcia (25) Martins 76′ | rapport | Santa Cruz 66′ Valdez 82′ | La Paz Publik: 8 561 Domare: Leonardo Gaciba (Brasilien) | La Paz Publik: 8 561 Domare: Leonardo Gaciba (Brasilien) |
|  |              |                                         |         |                           | La Paz Publik: 8 561 Domare: Leonardo Gaciba (Brasilien) | La Paz Publik: 8 561 Domare: Leonardo Gaciba (Brasilien) |
|  |              |                                         |         |                           | La Paz Publik: 8 561 Domare: Leonardo Gaciba (Brasilien) | La Paz Publik: 8 561 Domare: Leonardo Gaciba (Brasilien) |

|  | 18 juni 2008 | Ecuador | 0 – 0   | Colombia | Estadio Olimpico Atahualpa                               |                                                          |
|  |              |         | rapport |          | Quito Publik: 33 588 Domare: Héctor Baldassi (Argentina) | Quito Publik: 33 588 Domare: Héctor Baldassi (Argentina) |
|  |              |         |         |          | Quito Publik: 33 588 Domare: Héctor Baldassi (Argentina) | Quito Publik: 33 588 Domare: Héctor Baldassi (Argentina) |
|  |              |         |         |          | Quito Publik: 33 588 Domare: Héctor Baldassi (Argentina) | Quito Publik: 33 588 Domare: Héctor Baldassi (Argentina) |

|  | 18 juni 2008 | Brasilien | 0 – 0   | Argentina | Mineirao, Belo Horizonte                     |                                              |
|  |              |           | rapport |           | Publik: 65 000 Domare: Óscar Ruiz (Colombia) | Publik: 65 000 Domare: Óscar Ruiz (Colombia) |
|  |              |           |         |           | Publik: 65 000 Domare: Óscar Ruiz (Colombia) | Publik: 65 000 Domare: Óscar Ruiz (Colombia) |
|  |              |           |         |           | Publik: 65 000 Domare: Óscar Ruiz (Colombia) | Publik: 65 000 Domare: Óscar Ruiz (Colombia) |

|  | 19 juni 2008 | Venezuela                | 2 – 3   | Chile                            | Estadio General José Antonio Anzoátegui                         |                                                                 |
|  |              | Maldonado 59′ Arango 80′ | rapport | Suazo 65′ (str.), 90+2′ Jara 72′ | Puerto la Cruz Publik: 38 000 Domare: Roberto Silvera (Uruguay) | Puerto la Cruz Publik: 38 000 Domare: Roberto Silvera (Uruguay) |
|  |              |                          |         |                                  | Puerto la Cruz Publik: 38 000 Domare: Roberto Silvera (Uruguay) | Puerto la Cruz Publik: 38 000 Domare: Roberto Silvera (Uruguay) |
|  |              |                          |         |                                  | Puerto la Cruz Publik: 38 000 Domare: Roberto Silvera (Uruguay) | Puerto la Cruz Publik: 38 000 Domare: Roberto Silvera (Uruguay) |

### Omgång 7
|  | 6 september 2008 | Argentina  | 1 – 1 | Paraguay          | El Monumental               |                             |
|  |                  | Agüero 60′ |       | Heinze 13′ (sjm.) | Buenos Aires Publik: 46 250 | Buenos Aires Publik: 46 250 |
|  |                  |            |       |                   | Buenos Aires Publik: 46 250 | Buenos Aires Publik: 46 250 |
|  |                  |            |       |                   | Buenos Aires Publik: 46 250 | Buenos Aires Publik: 46 250 |

|  | 6 september 2008 | Ecuador                                   | 3 – 1 | Bolivia    | Estadio Olímpico Atahualpa |                      |
|  |                  | Caicedo 21′ Méndez 51′ (str.) Benítez 72′ |       | Botero 40′ | Quito Publik: 35 000       | Quito Publik: 35 000 |
|  |                  |                                           |       |            | Quito Publik: 35 000       | Quito Publik: 35 000 |
|  |                  |                                           |       |            | Quito Publik: 35 000       | Quito Publik: 35 000 |

|  | 6 september 2008 | Colombia | 0 – 1 | Uruguay    | Estadio El Campín     |                       |
|  |                  |          |       | Eguren 15′ | Bogotá Publik: 35 024 | Bogotá Publik: 35 024 |
|  |                  |          |       |            | Bogotá Publik: 35 024 | Bogotá Publik: 35 024 |
|  |                  |          |       |            | Bogotá Publik: 35 024 | Bogotá Publik: 35 024 |

|  | 6 september 2008 | Peru     | 1 – 0 | Venezuela | Estadio Monumental "U" |                     |
|  |                  | Alva 39′ |       |           | Lima Publik: 25 500    | Lima Publik: 25 500 |
|  |                  |          |       |           | Lima Publik: 25 500    | Lima Publik: 25 500 |
|  |                  |          |       |           | Lima Publik: 25 500    | Lima Publik: 25 500 |

|  | 7 september 2008 | Chile | 0 – 3  | Brasilien                         | Estadio Nacional        |                         |
|  |                  |       | Report | Luís Fabiano 21′, 83′ Robinho 45′ | Santiago Publik: 60 239 | Santiago Publik: 60 239 |
|  |                  |       |        |                                   | Santiago Publik: 60 239 | Santiago Publik: 60 239 |
|  |                  |       |        |                                   | Santiago Publik: 60 239 | Santiago Publik: 60 239 |

### Omgång 8
|  | 9 september 2008 | Paraguay               | 2 – 0 | Venezuela | Estadio Defensores del Chaco |                         |
|  |                  | Riveros 28′ Valdez 45′ |       |           | Asunción Publik: 31 867      | Asunción Publik: 31 867 |
|  |                  |                        |       |           | Asunción Publik: 31 867      | Asunción Publik: 31 867 |
|  |                  |                        |       |           | Asunción Publik: 31 867      | Asunción Publik: 31 867 |

|  | 10 september 2008 | Uruguay | 0 – 0 | Ecuador | Estadio Centenario        |  |
|  |                   |         |       |         | Montevideo Publik: 45 000 |  |
|  |                   |         |       |         |                           |  |
|  |                   |         |       |         |                           |  |

|  | 10 september 2008 | Chile                                        | 4 – 0 | Colombia | Estadio Nacional        |                         |
|  |                   | Jara 26′ Suazo 38′ Fuentes 48′ Fernández 71′ |       |          | Santiago Publik: 47 459 | Santiago Publik: 47 459 |
|  |                   |                                              |       |          | Santiago Publik: 47 459 | Santiago Publik: 47 459 |
|  |                   |                                              |       |          | Santiago Publik: 47 459 | Santiago Publik: 47 459 |

|  | 10 september 2008 | Brasilien | 0 – 0 | Bolivia | Estádio Olímpico João Havelange |  |
|  |                   |           |       |         | Rio de Janeiro Publik: 31 422   |  |
|  |                   |           |       |         |                                 |  |
|  |                   |           |       |         |                                 |  |

|  | 10 september 2008 | Peru       | 1 – 1 | Argentina     | Estadio Monumental "U" |                     |
|  |                   | Fano 90+3′ |       | Cambiasso 82′ | Lima Publik: 40 000    | Lima Publik: 40 000 |
|  |                   |            |       |               | Lima Publik: 40 000    | Lima Publik: 40 000 |
|  |                   |            |       |               | Lima Publik: 40 000    | Lima Publik: 40 000 |

### Omgång 9
|  | 11 oktober 2008 | Bolivia                   | 3 – 0 | Peru | Estadio Hernando Siles |                       |
|  |                 | Botero 4′, 16′ García 81′ |       |      | La Paz Publik: 23 147  | La Paz Publik: 23 147 |
|  |                 |                           |       |      | La Paz Publik: 23 147  | La Paz Publik: 23 147 |
|  |                 |                           |       |      | La Paz Publik: 23 147  | La Paz Publik: 23 147 |

|  | 11 oktober 2008 | Argentina           | 2 – 1 | Uruguay    | El Monumental               |                             |
|  |                 | Messi 6′ Agüero 13′ |       | Lugano 40′ | Buenos Aires Publik: 42 421 | Buenos Aires Publik: 42 421 |
|  |                 |                     |       |            | Buenos Aires Publik: 42 421 | Buenos Aires Publik: 42 421 |
|  |                 |                     |       |            | Buenos Aires Publik: 42 421 | Buenos Aires Publik: 42 421 |

|  | 11 oktober 2008 | Colombia | 0 – 1 | Paraguay   | Estadio El Campín     |                       |
|  |                 |          |       | Cabañas 9′ | Bogotá Publik: 26 000 | Bogotá Publik: 26 000 |
|  |                 |          |       |            | Bogotá Publik: 26 000 | Bogotá Publik: 26 000 |
|  |                 |          |       |            | Bogotá Publik: 26 000 | Bogotá Publik: 26 000 |

|  | 12 oktober 2008 | Venezuela | 0 – 4 | Brasilien                            | Estadio Pueblo Nuevo         |                              |
|  |                 |           |       | Kaká 6′ Robinho 10′, 67′ Adriano 19′ | San Cristóbal Publik: 38 000 | San Cristóbal Publik: 38 000 |
|  |                 |           |       |                                      | San Cristóbal Publik: 38 000 | San Cristóbal Publik: 38 000 |
|  |                 |           |       |                                      | San Cristóbal Publik: 38 000 | San Cristóbal Publik: 38 000 |

|  | 12 oktober 2008 | Ecuador     | 1 – 0 | Chile | Estadio Olímpico Atahualpa |                      |
|  |                 | Benítez 71′ |       |       | Quito Publik: 33 079       | Quito Publik: 33 079 |
|  |                 |             |       |       | Quito Publik: 33 079       | Quito Publik: 33 079 |
|  |                 |             |       |       | Quito Publik: 33 079       | Quito Publik: 33 079 |

### Omgång 10
|  | 14 oktober 2008 | Bolivia                 | 2 – 2 | Uruguay             | Estadio Hernando Siles |                       |
|  |                 | Marcelo Moreno 15′, 41′ |       | Bueno 64′ Abreu 88′ | La Paz Publik: 21 075  | La Paz Publik: 21 075 |
|  |                 |                         |       |                     | La Paz Publik: 21 075  | La Paz Publik: 21 075 |
|  |                 |                         |       |                     | La Paz Publik: 21 075  | La Paz Publik: 21 075 |

|  | 15 oktober 2008 | Paraguay    | 1 – 0 | Peru | Estadio Defensores del Chaco |                         |
|  |                 | Cardozo 81′ |       |      | Asunción Publik: 31 545      | Asunción Publik: 31 545 |
|  |                 |             |       |      | Asunción Publik: 31 545      | Asunción Publik: 31 545 |
|  |                 |             |       |      | Asunción Publik: 31 545      | Asunción Publik: 31 545 |

|  | 15 oktober 2008 | Chile        | 1 – 0   | Argentina | Estadio Nacional        |                         |
|  |                 | Orellana 35′ | Rapport |           | Santiago Publik: 65 000 | Santiago Publik: 65 000 |
|  |                 |              |         |           | Santiago Publik: 65 000 | Santiago Publik: 65 000 |
|  |                 |              |         |           | Santiago Publik: 65 000 | Santiago Publik: 65 000 |

|  | 15 oktober 2008 | Brasilien | 0 – 0 | Colombia | Maracanã                      |  |
|  |                 |           |       |          | Rio de Janeiro Publik: 54 910 |  |
|  |                 |           |       |          |                               |  |
|  |                 |           |       |          |                               |  |

|  | 15 oktober 2008 | Venezuela                           | 3 – 1 | Ecuador  | Estadio Olímpico Luis Ramos   |                               |
|  |                 | Maldonado 48′ Moreno 56′ Arango 67′ |       | Mina 12′ | Puerto la Cruz Publik: 10 581 | Puerto la Cruz Publik: 10 581 |
|  |                 |                                     |       |          | Puerto la Cruz Publik: 10 581 | Puerto la Cruz Publik: 10 581 |
|  |                 |                                     |       |          | Puerto la Cruz Publik: 10 581 | Puerto la Cruz Publik: 10 581 |

### Omgång 11
|  | 28 mars 2009 | Uruguay               | 2 – 0 | Paraguay | Estadio Centenario        |                           |
|  |              | Forlán 28′ Lugano 57′ |       |          | Montevideo Publik: 45 000 | Montevideo Publik: 45 000 |
|  |              |                       |       |          | Montevideo Publik: 45 000 | Montevideo Publik: 45 000 |
|  |              |                       |       |          | Montevideo Publik: 45 000 | Montevideo Publik: 45 000 |

|  | 28 mars 2009 | Argentina                                         | 4 – 0 | Venezuela | El Monumental               |                             |
|  |              | Messi 26′ Tévez 47′ Maxi Rodríguez 51′ Agüero 73′ |       |           | Buenos Aires Publik: 46 085 | Buenos Aires Publik: 46 085 |
|  |              |                                                   |       |           | Buenos Aires Publik: 46 085 | Buenos Aires Publik: 46 085 |
|  |              |                                                   |       |           | Buenos Aires Publik: 46 085 | Buenos Aires Publik: 46 085 |

|  | 28 mars 2009 | Colombia                | 2 – 0 | Bolivia | Estadio El Campín     |                       |
|  |              | Torres 26′ Rentería 88′ |       |         | Bogotá Publik: 22 044 | Bogotá Publik: 22 044 |
|  |              |                         |       |         | Bogotá Publik: 22 044 | Bogotá Publik: 22 044 |
|  |              |                         |       |         | Bogotá Publik: 22 044 | Bogotá Publik: 22 044 |

|  | 29 mars 2009 | Ecuador   | 1 – 1 | Brasilien          | Estadio Olímpico Atahualpa |                      |
|  |              | Noboa 89′ |       | Júlio Baptista 72′ | Quito Publik: 40 000       | Quito Publik: 40 000 |
|  |              |           |       |                    | Quito Publik: 40 000       | Quito Publik: 40 000 |
|  |              |           |       |                    | Quito Publik: 40 000       | Quito Publik: 40 000 |

|  | 29 mars 2009 | Peru     | 1 – 3 | Chile                                            | Estadio Monumental "U" |                     |
|  |              | Fano 34′ |       | Alexis Sánchez 2′ Suazo 32′ (str.) Fernández 70′ | Lima Publik: 48 700    | Lima Publik: 48 700 |
|  |              |          |       |                                                  | Lima Publik: 48 700    | Lima Publik: 48 700 |
|  |              |          |       |                                                  | Lima Publik: 48 700    | Lima Publik: 48 700 |

### Omgång 12
|  | 31 mars 2009 | Venezuela            | 2 – 0 | Colombia | Estadio Cachamay            |                             |
|  |              | Fedor 78′ Arango 82′ |       |          | Puerto Ordaz Publik: 35 000 | Puerto Ordaz Publik: 35 000 |
|  |              |                      |       |          | Puerto Ordaz Publik: 35 000 | Puerto Ordaz Publik: 35 000 |
|  |              |                      |       |          | Puerto Ordaz Publik: 35 000 | Puerto Ordaz Publik: 35 000 |

|  | 1 april 2009 | Bolivia                                                                | 6 – 1   | Argentina    | Estadio Hernando Siles |                       |
|  |              | Marcelo Moreno 12′ Botero 34′ (str.), 55′, 66′ Da Rosa 45′ Torrico 87′ | Rapport | González 25′ | La Paz Publik: 30 487  | La Paz Publik: 30 487 |
|  |              |                                                                        |         |              | La Paz Publik: 30 487  | La Paz Publik: 30 487 |
|  |              |                                                                        |         |              | La Paz Publik: 30 487  | La Paz Publik: 30 487 |

|  | 1 april 2009 | Ecuador   | 1 – 1 | Paraguay      | Estadio Olímpico Atahualpa |                      |
|  |              | Noboa 63′ |       | Benítez 90+2′ | Quito Publik: 36 853       | Quito Publik: 36 853 |
|  |              |           |       |               | Quito Publik: 36 853       | Quito Publik: 36 853 |
|  |              |           |       |               | Quito Publik: 36 853       | Quito Publik: 36 853 |

|  | 1 april 2009 | Chile | 0 – 0 | Uruguay | Estadio Nacional        |  |
|  |              |       |       |         | Santiago Publik: 55 000 |  |
|  |              |       |       |         |                         |  |
|  |              |       |       |         |                         |  |

|  | 1 april 2009 | Brasilien                                    | 3 – 0   | Peru | Estádio José Pinheiro Borba |                             |
|  |              | Luís Fabiano 18′ (str.), 27′ Felipe Melo 64′ | Rapport |      | Porto Alegre Publik: 55 000 | Porto Alegre Publik: 55 000 |
|  |              |                                              |         |      | Porto Alegre Publik: 55 000 | Porto Alegre Publik: 55 000 |
|  |              |                                              |         |      | Porto Alegre Publik: 55 000 | Porto Alegre Publik: 55 000 |

### Omgång 13
|  | 6 juni 2009 | Uruguay | 0 – 4   | Brasilien                                                | Estadio Centenario        |                           |
|  |             |         | Rapport | Dani Alves 12′ Juan 36′ Luís Fabiano 52′ Kaká 75′ (str.) | Montevideo Publik: 60 000 | Montevideo Publik: 60 000 |
|  |             |         |         |                                                          | Montevideo Publik: 60 000 | Montevideo Publik: 60 000 |
|  |             |         |         |                                                          | Montevideo Publik: 60 000 | Montevideo Publik: 60 000 |

|  | 6 juni 2009 | Paraguay | 0 – 2   | Chile                   | Estadio Defensores del Chaco |          |
|  |             |          | Rapport | Fernández 13′ Suazo 50′ | Asunción                     | Asunción |
|  |             |          |         |                         | Asunción                     | Asunción |
|  |             |          |         |                         | Asunción                     | Asunción |

|  | 6 juni 2009 | Argentina | 1 – 0   | Colombia | Estadio Monumental Antonio Vespucio Liberti |              |
|  |             | Díaz 56′  | Rapport |          | Buenos Aires                                | Buenos Aires |
|  |             |           |         |          | Buenos Aires                                | Buenos Aires |
|  |             |           |         |          | Buenos Aires                                | Buenos Aires |

|  | 6 juni 2009 | Peru       | 1 – 2 | Ecuador                 | Estadio Monumental "U" |      |
|  |             | Vargas 52′ |       | Montero 38′ Tenorio 59′ | Lima                   | Lima |
|  |             |            |       |                         | Lima                   | Lima |
|  |             |            |       |                         | Lima                   | Lima |

|  | 6 juni 2009 | Bolivia | 0 – 1   | Venezuela  | Estadio Hernando Siles |        |
|  |             |         | Rapport | Rivero 33′ | La Paz                 | La Paz |
|  |             |         |         |            | La Paz                 | La Paz |
|  |             |         |         |            | La Paz                 | La Paz |

### Omgång 14
|  | 10 juni2009 | Ecuador                | 2 – 0   | Argentina | Estadio Olímpico Atahualpa                  |                                             |
|  |             | Ayoví 72′ Palacios 83′ | Rapport |           | Quito Publik: 36 359 Domare: Carlos Chandía | Quito Publik: 36 359 Domare: Carlos Chandía |
|  |             |                        |         |           | Quito Publik: 36 359 Domare: Carlos Chandía | Quito Publik: 36 359 Domare: Carlos Chandía |
|  |             |                        |         |           | Quito Publik: 36 359 Domare: Carlos Chandía | Quito Publik: 36 359 Domare: Carlos Chandía |

|  | 10 juni2009 | Colombia          | 1 – 0   | Peru | Estadio Atanasio Girardot                            |                                                      |
|  |             | Falcao García 25′ | Rapport |      | Medellín Publik: 32 300 Domare: Carlos Eugênio Simon | Medellín Publik: 32 300 Domare: Carlos Eugênio Simon |
|  |             |                   |         |      | Medellín Publik: 32 300 Domare: Carlos Eugênio Simon | Medellín Publik: 32 300 Domare: Carlos Eugênio Simon |
|  |             |                   |         |      | Medellín Publik: 32 300 Domare: Carlos Eugênio Simon | Medellín Publik: 32 300 Domare: Carlos Eugênio Simon |

|  | 10 juni2009 | Brasilien              | 2 – 1   | Paraguay    | Estádio do Arruda                        |                                          |
|  |             | Robinho 40′ Nilmar 49′ | Rapport | Cabañas 25′ | Recife Publik: 56 682 Domare: Óscar Ruiz | Recife Publik: 56 682 Domare: Óscar Ruiz |
|  |             |                        |         |             | Recife Publik: 56 682 Domare: Óscar Ruiz | Recife Publik: 56 682 Domare: Óscar Ruiz |
|  |             |                        |         |             | Recife Publik: 56 682 Domare: Óscar Ruiz | Recife Publik: 56 682 Domare: Óscar Ruiz |

|  | 10 juni2009 | Chile                                      | 4 – 0   | Bolivia | Estadio Nacional                                |                                                 |
|  |             | Beausejour 43′ Estrada 74′ Sánchez 78′ 88′ | Rapport |         | Santiago Publik: 60 214 Domare: Roberto Silvera | Santiago Publik: 60 214 Domare: Roberto Silvera |
|  |             |                                            |         |         | Santiago Publik: 60 214 Domare: Roberto Silvera | Santiago Publik: 60 214 Domare: Roberto Silvera |
|  |             |                                            |         |         | Santiago Publik: 60 214 Domare: Roberto Silvera | Santiago Publik: 60 214 Domare: Roberto Silvera |

|  | 10 juni2009 | Venezuela            | 2 – 2   | Uruguay               | Estadio Cachamay                                    |                                                     |
|  |             | Maldonado 9′ Rey 74′ | Rapport | Suárez 60′ Forlán 72′ | Puerto Ordaz Publik: 37 000 Domare: Salvio Fagundes | Puerto Ordaz Publik: 37 000 Domare: Salvio Fagundes |
|  |             |                      |         |                       | Puerto Ordaz Publik: 37 000 Domare: Salvio Fagundes | Puerto Ordaz Publik: 37 000 Domare: Salvio Fagundes |
|  |             |                      |         |                       | Puerto Ordaz Publik: 37 000 Domare: Salvio Fagundes | Puerto Ordaz Publik: 37 000 Domare: Salvio Fagundes |

### Omgång 15
|  | 6 september 2009 | Colombia                   | 2 – 0   | Ecuador | Estadio Atanasio Girardot                       |                                                 |
|  |                  | Martínez 82′ Gutiérrez 94′ | rapport |         | Medellín Publik: 42 000 Domare: Sergio Pezzotta | Medellín Publik: 42 000 Domare: Sergio Pezzotta |
|  |                  |                            |         |         | Medellín Publik: 42 000 Domare: Sergio Pezzotta | Medellín Publik: 42 000 Domare: Sergio Pezzotta |
|  |                  |                            |         |         | Medellín Publik: 42 000 Domare: Sergio Pezzotta | Medellín Publik: 42 000 Domare: Sergio Pezzotta |

|  | 6 september 2009 | Peru        | 1 – 0   | Uruguay | Estadio Monumental "U"                     |                                            |
|  |                  | Rengifo 86′ | rapport |         | Lima Publik: 15 000 Domare: Carlos Chandia | Lima Publik: 15 000 Domare: Carlos Chandia |
|  |                  |             |         |         | Lima Publik: 15 000 Domare: Carlos Chandia | Lima Publik: 15 000 Domare: Carlos Chandia |
|  |                  |             |         |         | Lima Publik: 15 000 Domare: Carlos Chandia | Lima Publik: 15 000 Domare: Carlos Chandia |

|  | 6 september 2009 | Paraguay             | 1 – 0   | Bolivia | Defensores del Chaco                            |                                                 |
|  |                  | Cabañas 45+1′ (str.) | rapport |         | Asunción Publik: 25,094 Domare: Victor Carrillo | Asunción Publik: 25,094 Domare: Victor Carrillo |
|  |                  |                      |         |         | Asunción Publik: 25,094 Domare: Victor Carrillo | Asunción Publik: 25,094 Domare: Victor Carrillo |
|  |                  |                      |         |         | Asunción Publik: 25,094 Domare: Victor Carrillo | Asunción Publik: 25,094 Domare: Victor Carrillo |

|  | 6 september 2009 | Chile                | 2 – 2   | Venezuela               | Estadio Nacional             |                              |
|  |                  | Vidal 11′ Millar 53′ | rapport | 34′ Maldonado 45+1′ Rey | Santiago Domare: Rene Ortube | Santiago Domare: Rene Ortube |
|  |                  |                      |         |                         | Santiago Domare: Rene Ortube | Santiago Domare: Rene Ortube |
|  |                  |                      |         |                         | Santiago Domare: Rene Ortube | Santiago Domare: Rene Ortube |

|  | 6 september 2009 | Argentina  | 1 – 3   | Brasilien                          | Estadio Mundialista Lisandro de la Torre  |                                           |
|  |                  | Dátolo 65′ | rapport | 23′ Luisão 30′ Fabiano 68′ Fabiano | Rosario Publik: 37,000 Domare: Óscar Ruiz | Rosario Publik: 37,000 Domare: Óscar Ruiz |
|  |                  |            |         |                                    | Rosario Publik: 37,000 Domare: Óscar Ruiz | Rosario Publik: 37,000 Domare: Óscar Ruiz |
|  |                  |            |         |                                    | Rosario Publik: 37,000 Domare: Óscar Ruiz | Rosario Publik: 37,000 Domare: Óscar Ruiz |

### Omgång 16
|  | 9 september 2009 | Bolivia       | 1 – 3   | Ecuador                            | Estadio Hernando Siles                        |                                               |
|  |                  | Yecerotte 85′ | rapport | 4′ Méndez 46′ Valencia 66′ Benítez | La Paz Publik: 10,200 Domare: Héctor Baldassi | La Paz Publik: 10,200 Domare: Héctor Baldassi |
|  |                  |               |         |                                    | La Paz Publik: 10,200 Domare: Héctor Baldassi | La Paz Publik: 10,200 Domare: Héctor Baldassi |
|  |                  |               |         |                                    | La Paz Publik: 10,200 Domare: Héctor Baldassi | La Paz Publik: 10,200 Domare: Héctor Baldassi |

|  | 9 september 2009 | Uruguay                         | 3 – 1   | Colombia     | Estadio Centenario                              |                                                 |
|  |                  | Suárez 7′ Scotti 77′ Eguren 87′ | rapport | 63′ Martínez | Montevideo Publik: 30,000 Domare: Carlos Torres | Montevideo Publik: 30,000 Domare: Carlos Torres |
|  |                  |                                 |         |              | Montevideo Publik: 30,000 Domare: Carlos Torres | Montevideo Publik: 30,000 Domare: Carlos Torres |
|  |                  |                                 |         |              | Montevideo Publik: 30,000 Domare: Carlos Torres | Montevideo Publik: 30,000 Domare: Carlos Torres |

|  | 9 september 2009 | Paraguay   | 1 – 0   | Argentina | Defensores del Chaco                            |                                                 |
|  |                  | Valdez 27′ | rapport |           | Asunción Publik: 38,000 Domare: Salvio Fagundes | Asunción Publik: 38,000 Domare: Salvio Fagundes |
|  |                  |            |         |           | Asunción Publik: 38,000 Domare: Salvio Fagundes | Asunción Publik: 38,000 Domare: Salvio Fagundes |
|  |                  |            |         |           | Asunción Publik: 38,000 Domare: Salvio Fagundes | Asunción Publik: 38,000 Domare: Salvio Fagundes |

|  | 9 september 2009 | Venezuela                      | 3 – 1   | Peru               | Estadio General José Antonio Anzoátegui           |                                                   |
|  |                  | Fedor 32′ Fedor 52′ Vargas 70′ | rapport | 41′ Juan Fuenmayor | Puerto la Cruz Publik: 31,703 Domare: Carlos Vera | Puerto la Cruz Publik: 31,703 Domare: Carlos Vera |
|  |                  |                                |         |                    | Puerto la Cruz Publik: 31,703 Domare: Carlos Vera | Puerto la Cruz Publik: 31,703 Domare: Carlos Vera |
|  |                  |                                |         |                    | Puerto la Cruz Publik: 31,703 Domare: Carlos Vera | Puerto la Cruz Publik: 31,703 Domare: Carlos Vera |

|  | 9 september 2009 | Brasilien                                     | 4 – 2   | Chile                        | Estádio de Pituaçu                              |                                                 |
|  |                  | Nilmar 31′ Baptista 40′ Nilmar 74′ Nilmar 76′ | rapport | 45+1′ (str.) Suazo 52′ Suazo | Salvador Publik: 30,000 Domare: Jorge Larrionda | Salvador Publik: 30,000 Domare: Jorge Larrionda |
|  |                  |                                               |         |                              | Salvador Publik: 30,000 Domare: Jorge Larrionda | Salvador Publik: 30,000 Domare: Jorge Larrionda |
|  |                  |                                               |         |                              | Salvador Publik: 30,000 Domare: Jorge Larrionda | Salvador Publik: 30,000 Domare: Jorge Larrionda |

### Omgång 17
|  | 10 oktober 2009 | Ecuador      | 1 – 2   | Uruguay                      | Estadio Olimpico Atahualpa                   |                                              |
|  |                 | Valencia 68′ | rapport | 69′ Suárez 93′ (str.) Forlán | Quito Publik: 42,700 Domare: Salvio Fagundes | Quito Publik: 42,700 Domare: Salvio Fagundes |
|  |                 |              |         |                              | Quito Publik: 42,700 Domare: Salvio Fagundes | Quito Publik: 42,700 Domare: Salvio Fagundes |
|  |                 |              |         |                              | Quito Publik: 42,700 Domare: Salvio Fagundes | Quito Publik: 42,700 Domare: Salvio Fagundes |

|  | 10 oktober 2009 | Colombia                | 2 – 4   | Chile                                         | Atanasio Girardot                             |                                               |
|  |                 | Martínez 14′ Moreno 53′ | rapport | 34′ Ponce 35′ Suazo 71′ Valdivia 78′ Orellana | Medellín Publik: 18,000 Domare: Victor Rivera | Medellín Publik: 18,000 Domare: Victor Rivera |
|  |                 |                         |         |                                               | Medellín Publik: 18,000 Domare: Victor Rivera | Medellín Publik: 18,000 Domare: Victor Rivera |
|  |                 |                         |         |                                               | Medellín Publik: 18,000 Domare: Victor Rivera | Medellín Publik: 18,000 Domare: Victor Rivera |

|  | 10 oktober 2009 | Venezuela  | 1 – 2   | Paraguay                | Cachamay                                           |                                                    |
|  |                 | Rondón 85′ | rapport | 56′ Cabañas 80′ Cardozo | Puerto Ordaz Publik: 41,680 Domare: Carlos Chandia | Puerto Ordaz Publik: 41,680 Domare: Carlos Chandia |
|  |                 |            |         |                         | Puerto Ordaz Publik: 41,680 Domare: Carlos Chandia | Puerto Ordaz Publik: 41,680 Domare: Carlos Chandia |
|  |                 |            |         |                         | Puerto Ordaz Publik: 41,680 Domare: Carlos Chandia | Puerto Ordaz Publik: 41,680 Domare: Carlos Chandia |

|  | 10 oktober 2009 | Argentina               | 2 – 1   | Peru        | Estadio Monumental Antonio Vespucio Liberti     |                                                 |
|  |                 | Higuaín 48′ Palermo 92′ | rapport | 89′ Rengifo | Buenos Aires Publik: 38,019 Domare: Rene Ortube | Buenos Aires Publik: 38,019 Domare: Rene Ortube |
|  |                 |                         |         |             | Buenos Aires Publik: 38,019 Domare: Rene Ortube | Buenos Aires Publik: 38,019 Domare: Rene Ortube |
|  |                 |                         |         |             | Buenos Aires Publik: 38,019 Domare: Rene Ortube | Buenos Aires Publik: 38,019 Domare: Rene Ortube |

|  | 11 oktober 2009 | Bolivia                  | 2 – 1   | Brasilien  | Hernando Siles                           |                                          |
|  |                 | Olivares 10′ Martins 32′ | rapport | 70′ Nilmar | La Paz Publik: 16,557 Domare: Pablo Pozo | La Paz Publik: 16,557 Domare: Pablo Pozo |
|  |                 |                          |         |            | La Paz Publik: 16,557 Domare: Pablo Pozo | La Paz Publik: 16,557 Domare: Pablo Pozo |
|  |                 |                          |         |            | La Paz Publik: 16,557 Domare: Pablo Pozo | La Paz Publik: 16,557 Domare: Pablo Pozo |

### Omgång 18
|  | 14 oktober 2009 | Uruguay | 0 – 1 | Argentina   | Estadio Centenario                 |                                    |
|  |                 |         |       | Bolatti 84′ | Montevideo Domare: Carlos Amarilla | Montevideo Domare: Carlos Amarilla |
|  |                 |         |       |             | Montevideo Domare: Carlos Amarilla | Montevideo Domare: Carlos Amarilla |
|  |                 |         |       |             | Montevideo Domare: Carlos Amarilla | Montevideo Domare: Carlos Amarilla |

|  | 14 oktober 2009 | Paraguay | 0 – 2 | Colombia                | Estadio Defensores del Chaco       |                                    |
|  |                 |          |       | Ramos 61′ Rodallega 80′ | Asunción Domare: Paulo de Oliveira | Asunción Domare: Paulo de Oliveira |
|  |                 |          |       |                         | Asunción Domare: Paulo de Oliveira | Asunción Domare: Paulo de Oliveira |
|  |                 |          |       |                         | Asunción Domare: Paulo de Oliveira | Asunción Domare: Paulo de Oliveira |

|  | 14 oktober 2009 | Chile     | 1 – 0 | Ecuador | Estadio Monumental             |                                |
|  |                 | Suazo 53′ |       |         | Santiago Domare: Carlos Torres | Santiago Domare: Carlos Torres |
|  |                 |           |       |         | Santiago Domare: Carlos Torres | Santiago Domare: Carlos Torres |
|  |                 |           |       |         | Santiago Domare: Carlos Torres | Santiago Domare: Carlos Torres |

|  | 14 oktober 2009 | Brasilien | 0 – 0 | Venezuela | Morenão                              |  |
|  |                 |           |       |           | Campo Grande Domare: Victor Carrillo |  |
|  |                 |           |       |           |                                      |  |
|  |                 |           |       |           |                                      |  |

|  | 14 oktober 2009 | Peru     | 1 – 0 | Bolivia | Estadio Alianza Lima   |                        |
|  |                 | Fano 54′ |       |         | Lima Domare: Juan Soto | Lima Domare: Juan Soto |
|  |                 |          |       |         | Lima Domare: Juan Soto | Lima Domare: Juan Soto |
|  |                 |          |       |         | Lima Domare: Juan Soto | Lima Domare: Juan Soto |

## Målgörare
10 mål
- Humberto Suazo

9 mål
- Luís Fabiano

8 mål
- Joaquín Botero

7 mål
- Marcelo Moreno
- Diego Forlán

6 mål
- Salvador Cabañas
- Sebastián Abreu
- Giancarlo Maldonado

5 mål
- Kaká
- Nilmar
- Nelson Valdez
- Luis Suárez

4 mål
- Sergio Agüero
- Lionel Messi
- Juan Román Riquelme
- Robinho
- Matías Fernández
- Édison Méndez
- Carlos Bueno
- Diego Lugano

3 mål
- Alexis Sánchez
- Jackson Martínez
- Walter Ayoví
- Christian Benítez
- Cristian Riveros
- Roque Santa Cruz
- Johan Fano
- Juan Arango
- Miku
- José Manuel Rey

2 mål
- Ronald García
- Júlio Baptista
- Gonzalo Jara
- Gary Medel
- Fabián Orellana
- Marcelo Salas
- Rubén Darío Bustos
- Hugo Rodallega
- Iván Kaviedes
- Christian Noboa
- Antonio Valencia
- Óscar Cardozo
- Paulo da Silva
- Hernán Rengifo
- Juan Manuel Vargas
- Sebastián Eguren
- Daniel Arismendi
- Ronald Vargas

1 mål
- Mario Bolatti
- Esteban Cambiasso
- Jesús Dátolo
- Daniel Díaz
- Lucho González
- Gonzalo Higuaín
- Gabriel Milito
- Rodrigo Palacio
- Martín Palermo
- Maxi Rodríguez
- Carlos Tevez
- Juan Carlos Arce
- Álex da Rosa
- Edgar Rolando Olivares
- Didi Torrico
- Gerardo Yecerotte
- Adriano
- Dani Alves
- Elano
- Felipe Melo
- Juan
- Luisão
- Ronaldinho
- Vágner Love
- Jean Beausejour
- Marco Estrad
- Ismael Fuentes
- Rodrigo Millar
- Waldo Ponce
- Jorge Valdivia
- Arturo Vidal
- Radamel Falcao
- Teófilo Gutiérrez
- Dayro Moreno
- Giovanni Moreno
- Adrián Ramos
- Wason Rentería
- Macnelly Torres
- Felipe Caicedo
- Isaac Mina
- Jefferson Montero
- Pablo Palacios
- Carlos Tenorio
- Patricio Urrutia
- Néstor Ayala
- Édgar Benítez
- Piero Alva
- Juan Carlos Mariño
- Andrés Mendoza
- Vicente Sánchez
- Andrés Scotti
- Alejandro Guerra
- Alejandro Moreno
- Alexander Rondón

Självmål
- Gabriel Heinze (för Paraguay)
- Ronald Rivero (för Venezuela)
- Juan Fuenmayor (för Peru)